# Зигизмунд Рихард фон Татенбах-Гайлсдорф
Зигизмунд Рихард фон Татенбах-Гайлсдорф (на немски: Sigismund Richard Graf von Tattenbach-Gaildorf; * 21 януари 1621; † 30 септември 1693) от стария баварски род фон Татенбах е граф на Татенбах-Гайлсдорф (днес част от Вайшлиц) в Саксония.
Той е вторият син (третото дете) на граф Готхард фон Татенбах (1581 – 1649) и съпругата му Сара София фон Хоенек (1597 – 1635), дъщеря на Валентин фон Хоенек-Прайтенбрюк († 1611) и Ева фон Флушарт († 1606). Внук е на фрайхер Зигмунд фон Татенбах (1540 – 1594) и Афра Гал фон Галенщайн. Той е братовчед на граф Георг Зигмунд фон Татенбах-Райнщайн (1628 – 1686).
Брат е на граф Вилхелм фон Татенбах (1618 – 1670), женен за Квинтина Рената фон Алтхан († 1671). Сестра му Ева Катарина фон Татенбах (1616 – 1684) е омъжена на 13 ноември 1639 г. за фрайхер Александер Шифер фон Фрайлинг-Даксберг (1612 – 1661), а сестра му Беатрикс фон Татенбах (1626 – 1707) е омъжена за граф Ханс Вайкард Катцианер.
През 1667/1668 г. на мястото на стария воден замък граф Зигизмунд фон Татенбах построява водния дворец Гайлсдорф (днес част от Вайшлиц), североизточно от рицарското имение, в който се живее до 1866 г.
Граф Зигизмунд Рихард фон Татенбах-Гайлсдорф умира на 72 години на 30 септември 1693 г.

## Фамилия
Зигизмунд Рихард фон Татенбах-Гайлсдорф се жени за Юдит Сидония фон Траун (* 5 март 1628; † 7 юли 1668 в Регенсбург), дъщеря на граф Ото Максимилиан фон Абеншперг-Траун-Ешелберг (1597 – 1658) и фрайин Ребека Шрот фон Киндберг († 1659). Те имат две деца:
- Ева Максимилиана фон Татенбах (* 10 септември 1652), омъжена за фрайхер Хайнрих фон Боденхаузен
- Йохан Ернст фон Татенбах (* 22 януари 1661; † 4 септември 1738, Шванд), женен за графиня Ева Мария фон фон Абеншперг и Траун (* 12 август 1668; † 4 април 1712, Хоф), внучка на граф Ото Максимилиан фон Абеншперг-Траун-Ешелберг; имат шест деца

Зигизмунд Рихард фон Татенбах-Гайлсдорф се жени втори път на 7 септември 1669 г. за фрайин Елеонора Сузана Прозинг фон Щайн (* 10 януари 1631; † 1 октомври 1692), дъщеря на фрайхер Йохан Хайнрих фон Прозинг (1590 – 1637) и Максимилиана Ененкл фон Албрехтсберг. Те имат една дъщеря:
- Йохана Доротея фон Татенбах-Гайлсдорф (* 3 март 1675, Гайлсдорф; † 26 октомври 1714, Йотерсдорф), омъжена за граф Хайнрих XI Ройс-Шлайц (* 12/22 април 1669, Шлайц; † 28 юли 1726, Шлайц))